# Zoo de Guyane
El Zoo de Guyane (en español: Zoo de Guayana) es un zoológico situado en la Guayana Francesa, entre Macouria y Montsinéry. El zoológico abrió sus puertas en 1983 como centro de colibríes, llamándose entonces Fauna Flora Amazonica. Cerró en 2007, pero fue comprado y reabierto en 2008. Está abierto de miércoles a domingo.

## Descripción general
En 1983, Rudolf Watshinger fundó un centro de cría de colibríes, que llamó Fauna Flora Amazónica . En 1985, el centro se convirtió en un zoológico. En 2002, fue comprado por los municipios de Macouria y Montsinéry-Tonnegrande, y en 2007 cerró sus puertas.
Franck y Angélique Chaulet, propietarios del Zoo de Guadalupe (Guadalupe) y del Jardín de Balata (Martinica), entre otros, compraron el zoológico, y fue reabierto en 2008 como Zoo de Guyane. En 2014, cerca de la entrada se construyó un aviario con 40 loros y otras aves, que lleva el nombre de Eugène Bellony, quien abrió el primer zoológico de la Guayana Francesa en la década de 1930. En 2013, el zoológico fue la segunda atracción más visitada en la Guayana Francesa, después de las Islas de la Salvación.
Entre las especies del parque se incluyen varias especies de monos, perezosos, osos hormigueros, águilas arpías, caimanes y una gran colección de aves. El zoológico alberga un camino a través de las copas de los árboles para los niños. El centro es miembro de la Asociación Europea de Zoos y Acuarios.

## Galería

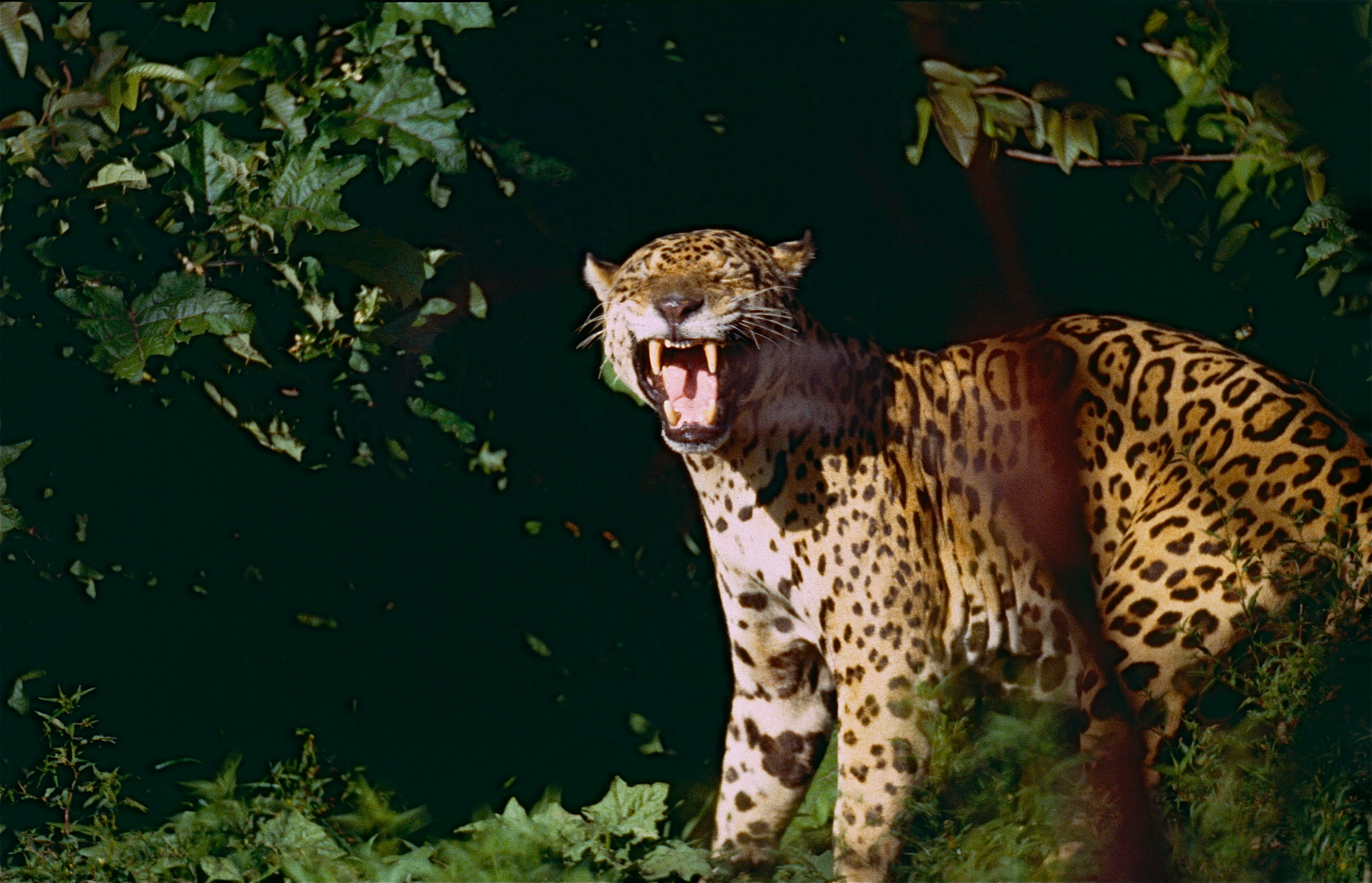
Jaguar
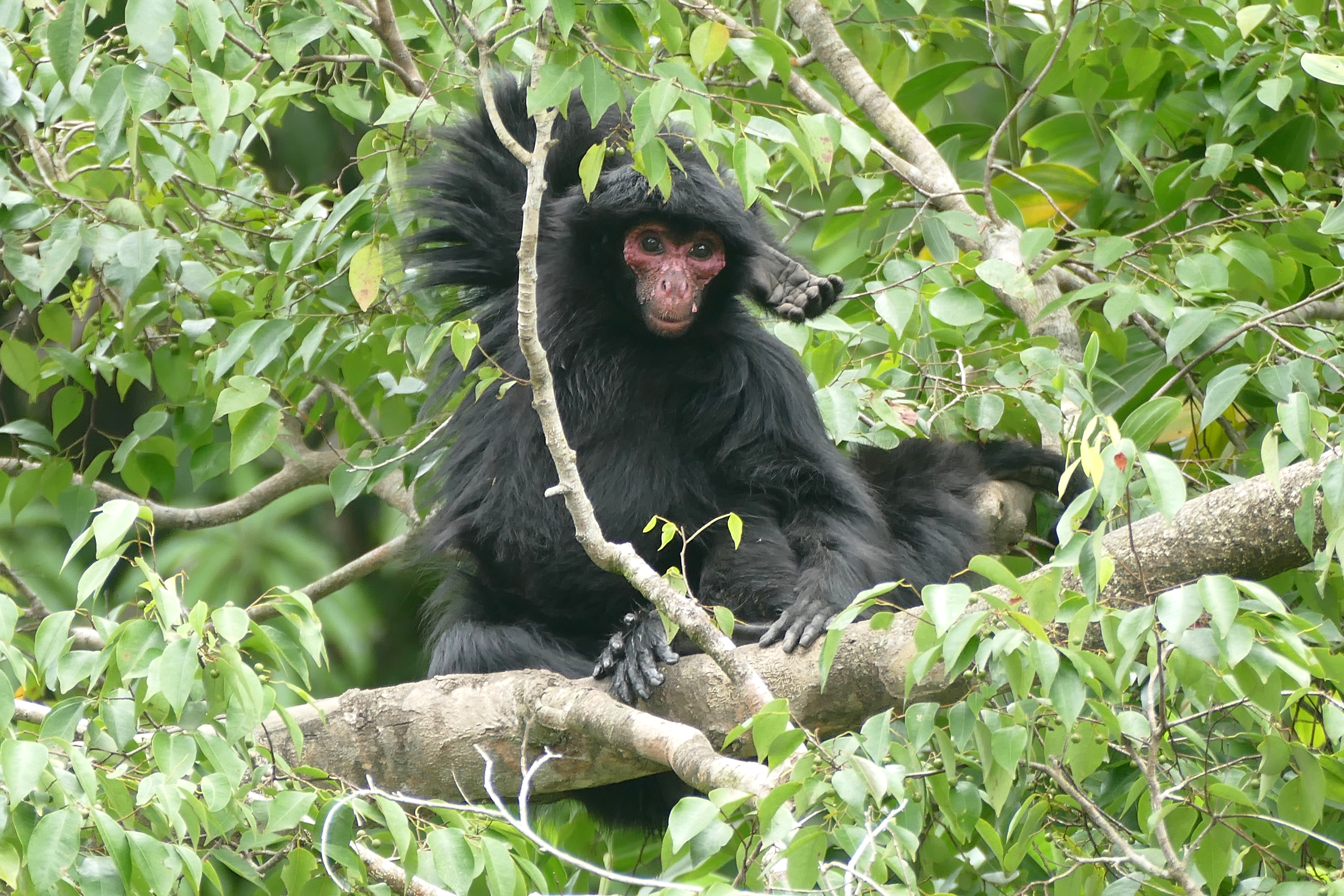
Mono araña
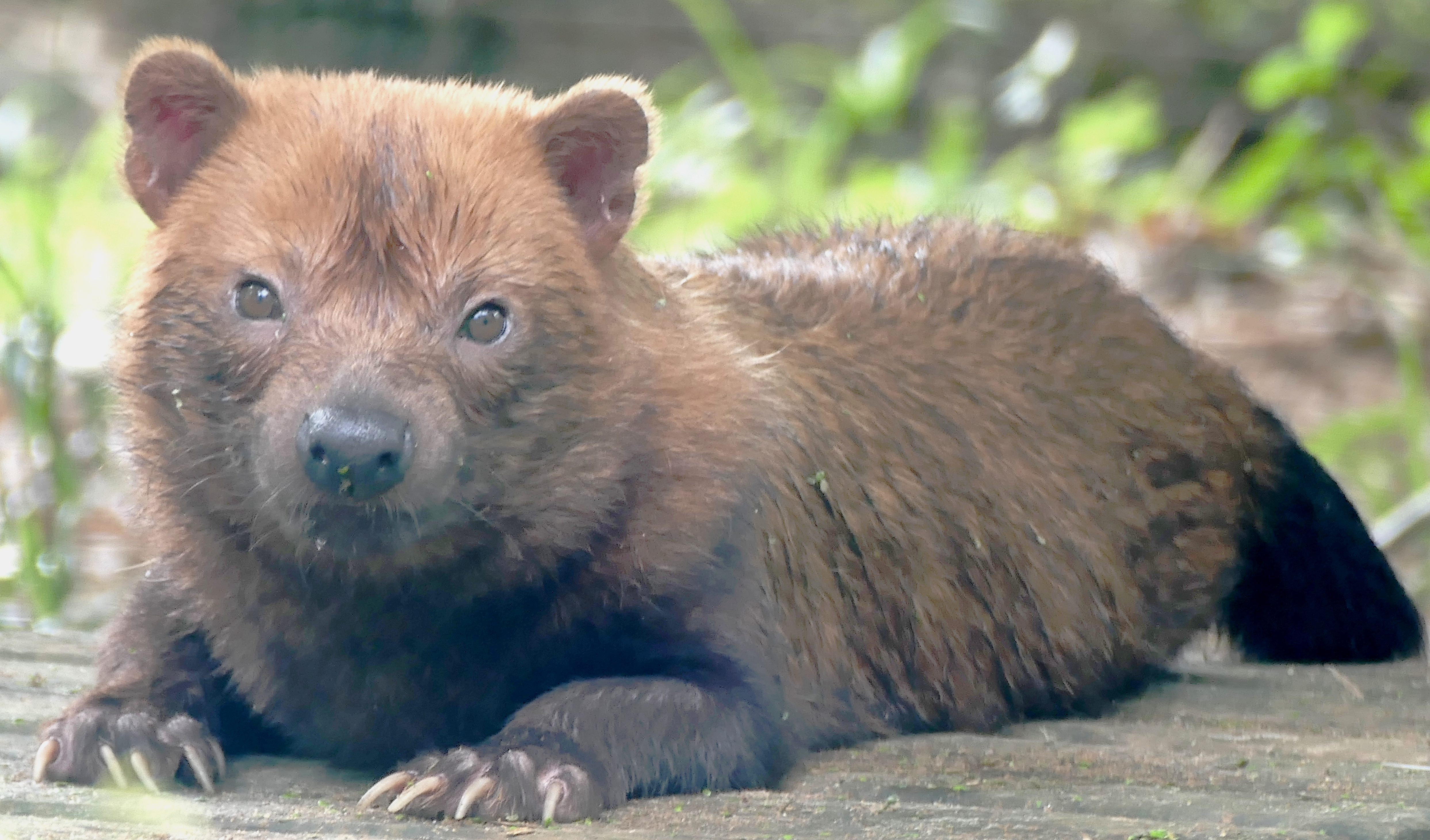
Perro venadero
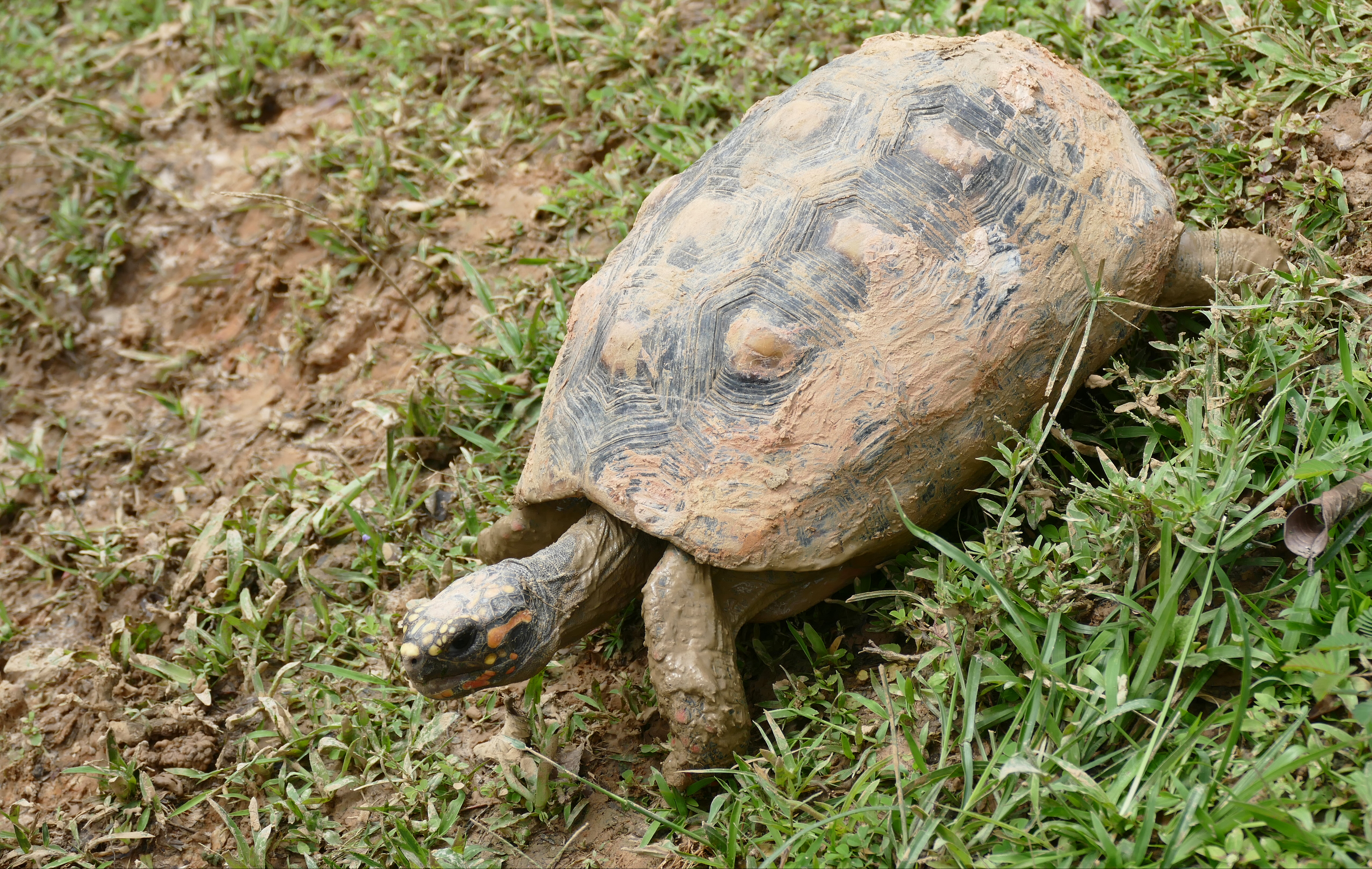
Tortuga terrestre de patas rojas